# NGC 1932
NGC 1932 is een ster in het sterrenbeeld Goudvis. Het hemelobject werd op 2 november 1834 ontdekt door de Britse astronoom John Herschel.